# 25376 Christikeen
A 25376 Christikeen (ideiglenes jelöléssel 1999 TS180) a Naprendszer kisbolygóövében található aszteroida. A LINEAR projekt keretében fedezték fel 1999. október 10-én.